# アウトストラーダ A29
アウトストラーダ A29は、パレルモをマツァーラ・デル・ヴァッロ、また、分岐路によりトラーパニ、マルサーラとも接続するイタリアのアウトストラーダである。この道路は本線の延長が約115kmである。ANASが管理しており、通行料金は徴収されない。この道路は欧州自動車道路E90号線の一部である。また、A29のマツァーラ・デル・ヴァッロ出入口から欧州自動車道路E931号線が始まっている。

## 歴史
この道路は、1968年のベリーチェ地震の後に建設された。1971年8月30日に、パレルモのトンマーゾ・ナターレ郊外の現在の出入口付近、および、マツァーラ・デル・ヴァッロの起点近くの両方で着工式が催された。
工事はパレルモとファルコーネ・ボルセリーノ国際空港の区間から始められ、この区間は1972年6月に完成した。その間に、マツァーラ・デル・ヴァッロからアルカモとサレーミの間の田園地帯にある現在のガッリテッロ出入口までの工事も始められた。約1年の中断の後1973年4月にヴィッラグラツィア・ディ・カリーニから現在のアルカモ東出入口までの本線の工事が始まった。
この工事は20か月かかり、1975年12月にANASが完成を告知した。その間に、1975年2月に、トラーパニとアルカモの区間約45kmのスーペルストラーダが着工された。この区間は1976年5月に完成し、アウトストラーダ本線に接続された。アウトストラーダ自体は、同年の最初の数か月で、アルカモと現在のA29-dirとの間の区間が完成し、現在の構成になった。引き続き1979年から1980年の間にトラーパニへの分岐路の最初のロットには含まれていなかったダッティーロ-パチェーコとトラーパニ空港の区間が建設された。この分岐路はまたマルサーラまで続く事を想定していた。マツァーラ・デル・ヴァッロを通る環状路を構築し、交通問題と排気ガスによる大気汚染をひきおこし国道115号上に20km以上にわたり影響を発生させるマルサーラ市街の交通渋滞の緩和を目的としていたが、この計画は実現しなかった。1980年代に、このアウトストラーダはいわゆるパレルモ環状線に接続するところまで延伸し、以前の始点にトンマーゾ・ナターレ-モンデッロ出口が開設された。
1990年代に国道113号にシチリア北西部で接続するアルカモ西出入口が新たに開設された。その後、いくつかの区間において、緊急連絡電話の追加、右側の黄線の除去、夜間照明の改善、高架橋と上下車線間の側面保護の強化、パレルモとイーゾラ・デッレ・フェンミネの間にあるトンネルの安全性向上、といった追加工事が10年以上にわたり実施され、2007年に完了した。

## 現在の状況

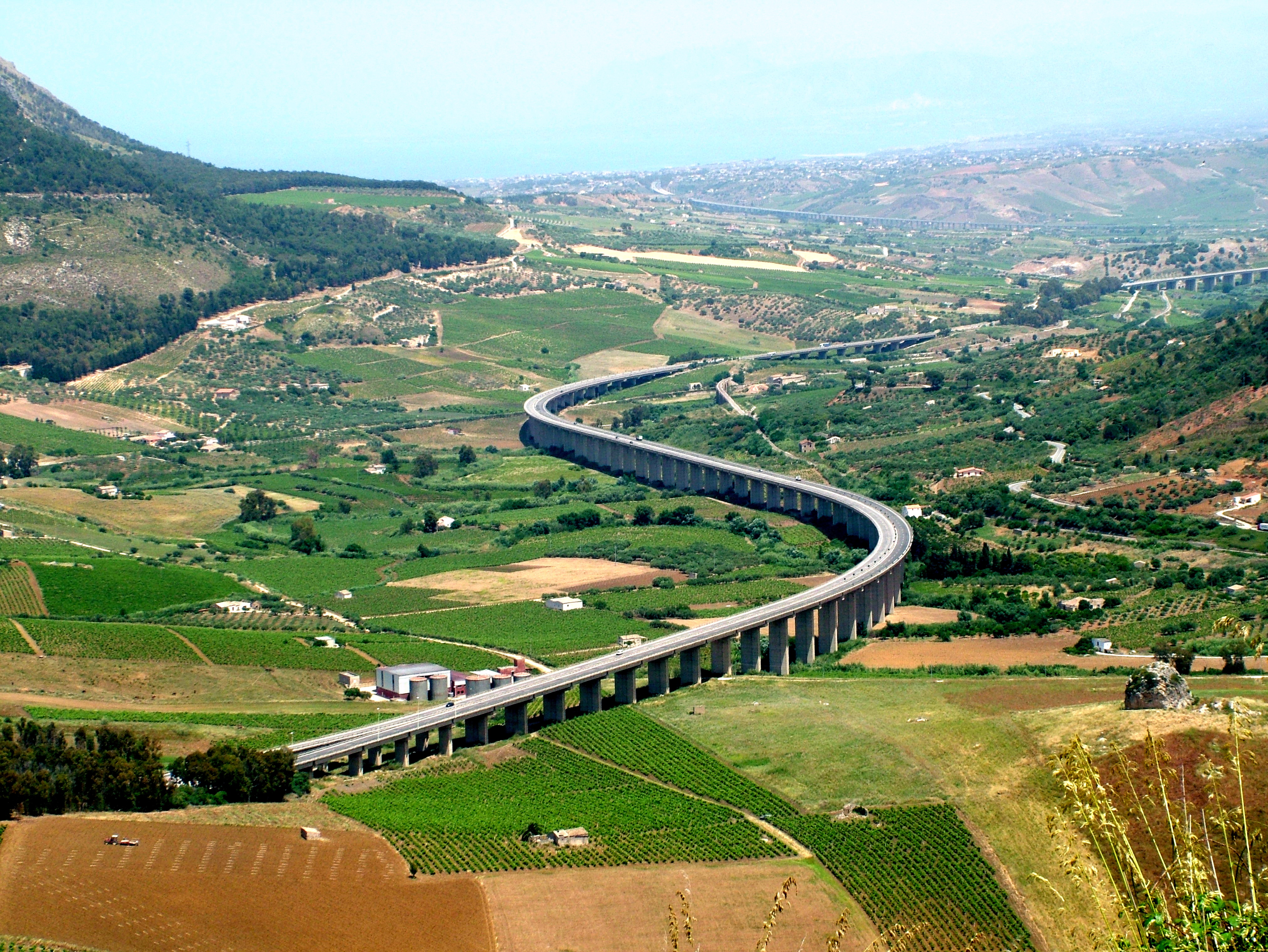
セジェスタ近郊のA29 dirカルド高架橋部分

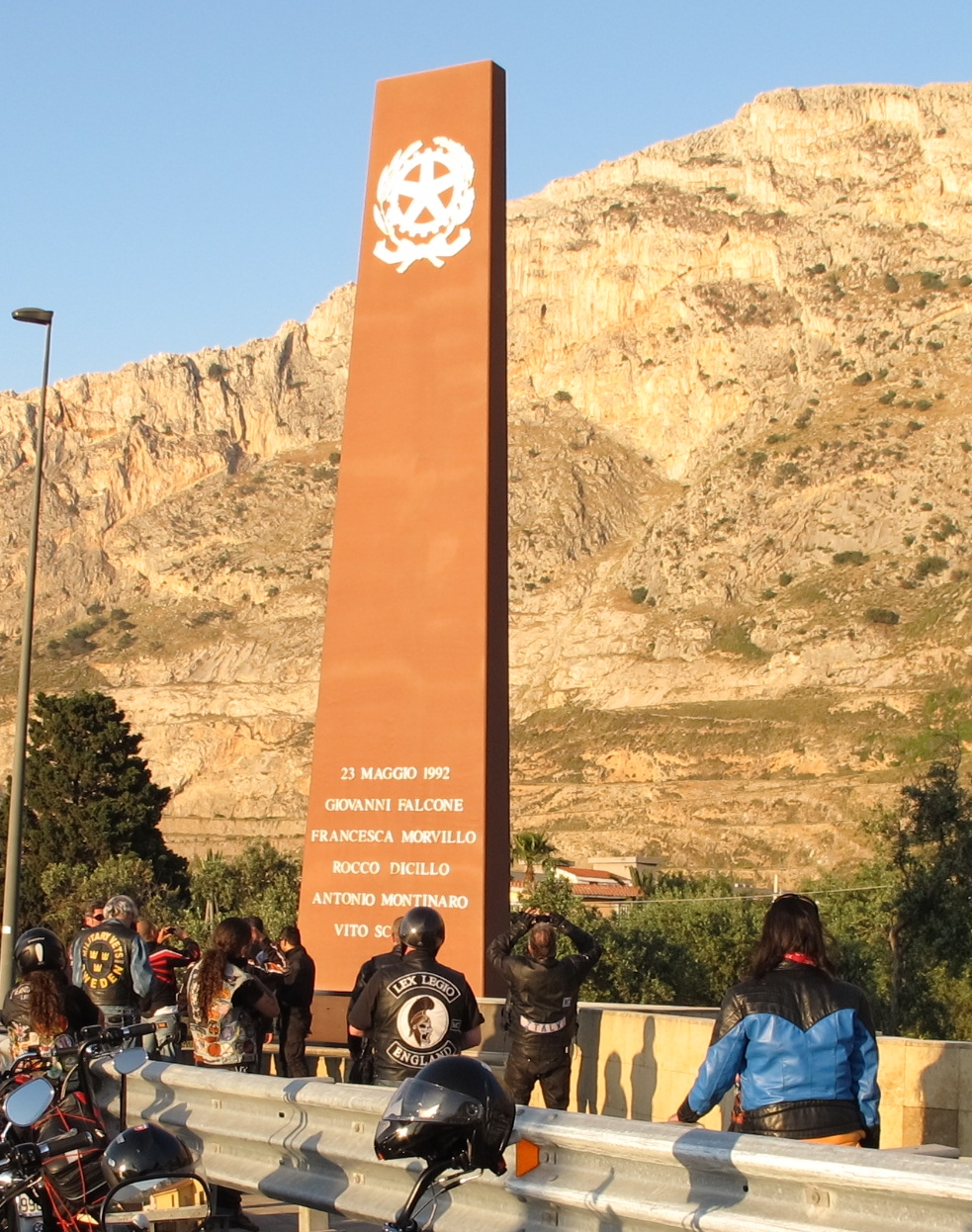
カパーチの虐殺の追悼モニュメント

この道路の経路上には給油ができるサービスエリアはひとつもない。
経路上にある最も長いトンネルは、A29 dirのカラタフィーミ-セジェスタ出入口のすぐ手前にあるセジェスタトンネルである。長さは1615mもあるが、避難路も換気設備も緊急電話もなかった。トラーパニ方向のトンネル部の構造調整作業工事は、工事の遅延と地区の反マフィア検察官による調査による停止があり、4年かかり2018年5月30日に完了した。トンネルの安全性の為の欧州指令に準拠するための調整には全体で1600万ユーロの費用が見込まれていた。道路構造の調整に、900万ユーロ、交通システムの導入に600万ユーロ、安全関連に100万ユーロである。これらの構造調整には、トンネル壁面の再塗装と、避難時の歩行者通路確保用のジャージーバリアーの設置を含んでいる。交通システムの導入には、照明と換気システムの新規設置、照明付き標識、トンネル内ラジオ放送、緊急電話、反響音調整、遠隔操作システム、ビデオ監視、火災検知器、消防用水システム、を含んでいる。
もうひとつの長いトンネルはA29 dirのフルガトーレ出入口とダッティーロ出入口の間にあるフモーザトンネルであり、長さは460mである。
経路上で最も長い高架橋は前述のセジェスタトンネルの手前にあるカルド(下を流れる川の名前)高架橋であり、長さは2382mである。
主要なパーキングエリアは2箇所ある。ひとつは、アルカモ東出入口とカステッランマーレ・デル・ゴルフォの間にあるコスタ・ガイアであり、ここは照明があり給油施設の建設が予定されている。もうひとつは、マツァーラ・デル・ヴァッロ出入口とカンポベッロ・ディ・マツァーラ出入口の間にあるフォンタネッレであり、ここは照明がない。
夜間照明はパレルモ・ヴィアーレ・ベルジョからカポルーゴ・シチリアーノ空港までの始点近くの区間に集中しており、その後のすべての出入口に照明があるわけではない。
カパーチ出入口から600mほど南に進んだ場所に、1992年5月23日にマフィアの攻撃(カパーチの虐殺)により死亡した反マフィアの治安判事ジョヴァンニ・ファルコーネ、彼の妻フランチェスカ・モルヴィッロ、及び護衛官3人、を追悼するモニュメントが道路左右に1基ずつ立っている。

### 行程
| Palermo - Mazara del Vallo |                                                             |       |       |      |                |
| 種別                       | 方面                                                        | ↓km↓  | ↑km↑  | 地域 | 欧州自動車道路 |
|                            | Raccordo A29-Palermo                                        | -     | -     | PA   |                |
|                            | Tommaso Natale Mondello                                     | 0.0   | 114.8 | PA   |                |
|                            | Capaci - Isola delle Femmine Settentrionale Sicula          | 4.4   | 109.4 | PA   |                |
|                            | Carini                                                      | 7.6   | 106.2 | PA   |                |
|                            | Bretella Aeroporto Falcone-Borsellino                       | 13.5  | 100.3 | PA   |                |
|                            | Villagrazia di Carini                                       | 15.1  | 98.7  | PA   |                |
|                            | Cinisi                                                      | 17.6  | 96.2  | PA   |                |
|                            | Terrasini Settentrionale Sicula                             | 23.5  | 90.3  | PA   |                |
|                            | Montelepre - Zucco                                          | 29.0  | 84.8  | PA   |                |
|                            | Partinico Settentrionale Sicula                             | 30.9  | 82.9  | PA   |                |
|                            | "Giambruno"パーキングエリア                                 | 34.7  | 79.1  | PA   |                |
|                            | Balestrate                                                  | 39.8  | 74.0  | PA   |                |
|                            | Alcamo est Bretella di Alcamo Est                           | 44.8  | 69.0  | TP   |                |
|                            | "Costa Gaia"パーキングエリア                                | 47.0  | 66.8  | TP   |                |
|                            | Castellammare del Golfo Bretella di Castellammare del Golfo | 47.7  | 66.1  | TP   |                |
|                            | Alcamo ovest Bretella di Alcamo Ovest                       | 51.0  | 62.8  | TP   |                |
|                            | Alcamo-Trapani                                              | 53.0  | 60.8  | TP   |                |
|                            | Gallitello                                                  | 65.4  | 48.4  | TP   |                |
|                            | Salemi - Gibellina Nuova                                    | 76.4  | 37.4  | TP   |                |
|                            | Santa Ninfa - Partanna di Gibellina                         | 84.1  | 29.7  | TP   |                |
|                            | Castelvetrano                                               | 93.5  | 20.3  | TP   |                |
|                            | Campobello di Mazara Sud Occidentale Sicula                 | 97.8  | 16.0  | TP   |                |
|                            | "Fontanelle"パーキングエリア                                | 100.5 | 13.3  | TP   |                |
|                            | Mazara del Vallo                                            | 114.8 | 0.0   | TP   |                |
|                            | Sud Occidentale Sicula                                      | -     | -     | TP   |                |

## A29 dir アルカモ-トラーパニ分岐路
アルカモ-トラーパニ分岐路は、アルカモ近郊のA29本線から始まっている。道路延長は36.9kmであり、ANASが管理している。通行料は徴収されない。欧州自動車道路E933である。

### 行程
| Alcamo - Trapani |                                  |      |      |      |                |
| 種別             | 方面                             | ↓km↓ | ↑km↑ | 地域 | 欧州自動車道路 |
|                  | Palermo-Mazara del Vallo         | 0.0  | 36.9 | TP   |                |
|                  | Segesta                          | 8.9  | 27.9 | TP   |                |
|                  | Fulgatore Settentrionale Sicula  | 21.3 | 15.5 | TP   |                |
|                  | Dattilo                          | 27.9 | 8.9  | TP   |                |
|                  | A29 dirA Diramazione per Birgi   | 28.7 | 8.1  | TP   |                |
|                  | "Dattilo"パーキングエリア        | 32.6 | -    | TP   |                |
|                  | Trapani Scorrimento Villa Rosina | 36.9 | 0.0  | TP   |                |

## A29 dirA ビルジ方面分岐路
ビルジ方面分岐路は、ダッティーロ付近でアルカモ-トラーパニ分岐路から始まり、ミジリシェーミのロコグランデの第37戦闘航空団基地入口の近くで終わっている。道路延長は13kmであり、ANASが管理している。通行料は徴収されない。
1999年10月29日の法令461号で、この分岐路はA29 dirと分類された。
他の路線と区別するために、ANASはA29 DIR/Aと名付けている。この名称A29 DIR/Aはマルサーラ近くのいくつかのトラーパニ方面入口およびオーバーパス特定標識に表示されている。他の箇所では、A29 dir Alcamo-Trapaniと表示されている。

### 行程
| A29 dir A Diramazione per Birgi |                                   |      |      |      |
| 種別                            | 方面                              | ↓km↓ | ↑km↑ | 地域 |
|                                 | Alcamo-Trapani                    | 0.0  | 13.1 | TP   |
|                                 | Marsala - Trapani ovest           | 7.0  | 6.0  | TP   |
|                                 | Marausa                           | 11.5 | 1.5  | TP   |
|                                 | 37º Stormo (出口はビルジ方面のみ) | 13.0 | -    | TP   |
|                                 | Trapani - Marsala - Mozia - Birgi | 13.1 | 0.0  | TP   |

## A29 ファルコーネ・ボルセリーノ空港接続路
ファルコーネ・ボルセリーノ空港接続路、またの名をプンタ・ライージ方面分岐路は、A29とパレルモ国際空港を接続する延長4kmの道路である。通行料は徴収されない。
1999年10月29日の法令461号で、この分岐路はA29と分類された。
この路線を他の分岐路と区別するために、A29 RACCと名付けている。しかし、A29 RACCという道路名は標識には表示されていない。

### 行程
| Bretella Aeroporto "Falcone e Borsellino" |                                           |      |      |      |
| 種別                                      | 方面                                      | ↓km↓ | ↑km↑ | 地域 |
|                                           | Palermo-Mazara del Vallo                  | 0.0  | 4.0  | PA   |
|                                           | Marina di Cinisi (出入口とも空港方面のみ) | 0.5  | -    | PA   |
|                                           | Aeroporto "Falcone e Borsellino"          | 4.0  | 0.0  | PA   |

## A29-パレルモ接続路
A29-パレルモ接続路、またの名をヴィア・ベルジョ接続路は、トンマーゾ・ナターレの出入口部分にあたるA29の0km起点から、道なりに都市の幹線であるパレルモ環状線との接続部まで延びている。この接続路は5.6kmのアウトストラーダ区間であり、ANASが管理し、上下線分離の片側2車線および緊急車線の構成である。この接続路はA29の延長として、以前に検討されていた場所の出入口とともに1980年代に建設された。この接続路を他の分岐路と区別するために、この接続路はA29 RACC BISと名付けられている。
この接続路は、独立した距離標を持っている。
A29 RACC BISという道路名は標識上には示されていない。

### 行程
| Raccordo A29-Palermo |                                                                                          |      |      |      |  |
| 種別                 | 方面                                                                                     | ↓km↓ | ↑km↑ | 地域 |  |
|                      | Palermo-Mazara del Vallo                                                                 | 0.0  | 5.6  | PA   |  |
|                      | Ospedale Cervello (出口はパレルモ方面のみ)                                               | 1.4  | -    | PA   |  |
|                      | Zona industriale nord (入口はマツァーラ・デル・ヴァッロ方面のみ、出口はパレルモ方面のみ) | 3.1  | 2.2  | PA   |  |
|                      | Circonvallazione di Palermo                                                              | 5.6  | 0.0  | PA   |  |